# Huang Gai
En aquest nom xinès, el cognom és Huang (黃).
Huang Gai va ser un general militar que va servir a la família de senyors de la guerra Sun de Wu Oriental durant el període de la tardana Dinastia Han Oriental i l'era dels Tres Regnes de la història xinesa. Ell era conegut per ser un endurit veterà del combat que lleialment serví als tres senyors família de la família Sun durant tota la seva vida: Sun Jian, el seu fil major Sun Ce, i el seu segon fill Sun Quan.

## Biografia
Huang va néixer al Comtat de Quanling, Recinte de Lingling (en l'actualitat Yongzhou, Hunan), i en primer lloc es va aliar amb Sun Jian durant les Rebel·lions dels Turbants Grocs de la dècada del 180.
A la batalla dels Penya-segats Rojos del 208, Huang Gai va suggerir a Zhou Yu que un atac amb foc seria la millor estratègia a usar per a derrotar a la gegantina flota de Cao Cao, que era molt superior en nombre. Zhou va aprovar usar aquest mètode, i Huang Gai va enviar una missiva a Cao Cao afirmant que volia fer defecció.